# 912년

## 연호
- 후량(後梁) 건화(乾化) 2년
- 후백제(後百濟) 정개(政開) 13년
- 태봉(泰封) 수덕만세(水德萬歲) 2년
- 일본(日本) 엔기(延喜) 12년
- 전촉(前蜀) 영평(永平) 2년
- 오월(吳越) 천보(天寶) 5년

## 기년
- 후량(後梁) 태조(太祖) 6년
- 요(遼) 태조(太祖) 6년
- 신라(新羅) 효공왕(孝恭王) 16년 / 신덕왕(神德王) 원년
- 후백제(後百濟) 견훤(甄萱) 21년
- 태봉(泰封) 궁예(弓裔) 18년
- 발해(渤海) 대인선(大諲譔) 7년

## 사건
- 효공왕, 젊은 나이에 요절함.
- 아달라 원손, 효공왕의 처남 박경휘가 신덕왕으로 왕의 자리에 오름.

## 탄생
- 4월 29일 - 헤이안 시대 중기의 무장 미나모토노 미쓰나카. (~997년)
- 11월 23일 - 신성 로마 제국의 국왕 오토 1세 데어 그로세.

### 미상
- 고려(高麗)의 제2대 국왕(國王) 혜종(惠宗). (~945년)

## 사망
- 신라(新羅)의 제52대 국왕(國王) 효공왕(孝恭王). (885년~)